# Altes Rathaus Erwitte

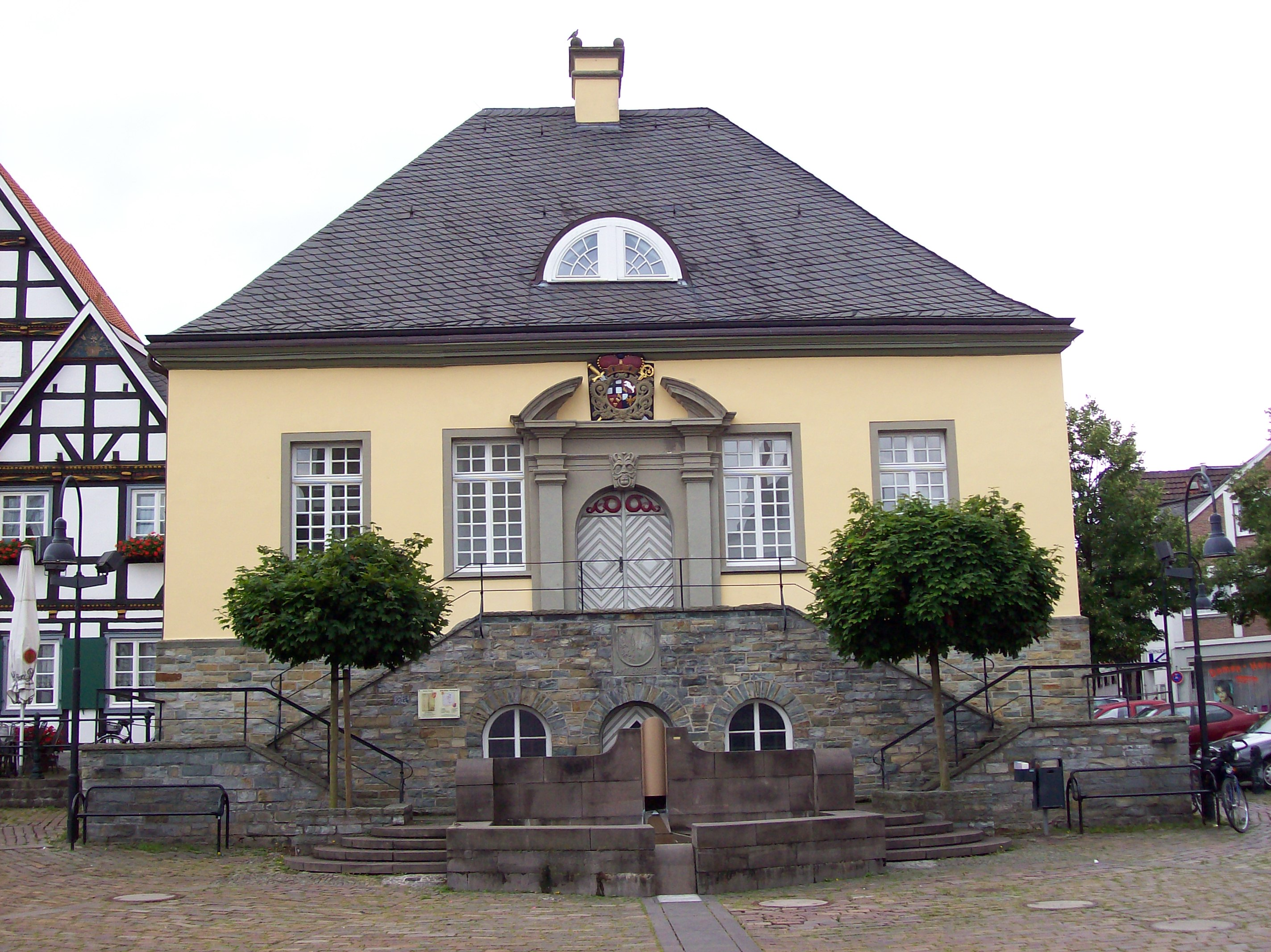
Altes Rathaus Erwitte

Das Alte Rathaus ist ein denkmalgeschütztes  Profangebäude am Markt 15 in Erwitte im Kreis Soest (Nordrhein-Westfalen).

## Geschichte und Architektur
Das ehemalige kurkölnische Gerichtsgebäude ist ein eingeschossiger kubusförmiger Bau über einem hohen Bruchsteinsockel. Es ist über eine Freitreppe erschlossen und mit einem Walmdach gedeckt. Über dem Sprenggiebelportal zur Marktseite hin befindet sich ein Wappen mit der Bezeichnung 1716. Das Gebäude wurde in den Jahren 1983 und 2003 restauriert. Das Innere besteht aus einer Halle mit Seitenräumen und einem Kamin. Dem Eingang gegenüber, in einer Wandnische, steht die Steinfigur der Justitia. Sie ist ebenfalls mit 1716 bezeichnet.